# Băița de sub Codru
Băița de sub Codru es una comuna ubicada en el distrito de Maramureș, Rumania.

## Superficie
Cuenta con una superficie de 51,29 kilómetros cuadrados.

## Demografía
Hasta 2021 la población era de 1758 habitantes, con una densidad de población de 34,28 habitantes por kilómetro cuadrado.